# Cowboy Bebop
Cowboy Bebop (カウボーイビバップ, Kaubōi Bibappu) és una sèrie d'anime japonesa del 1998 aclamada per la crítica. Va ser dirigida per Shinichiro Watanabe, escrit per Keiko Nobumoto, i produïda per  Sunrise. Els seus 26 episodis ("sessions") constitueixen una història completa: ambientada l'any 2071, la sèrie segueix les aventures, desventures i  tragèdies d'un grup de caça-recompenses o "cowboys", que viatgen amb la seva nau espacial, el Bebop. La sèrie explora diferents conceptes com la filosofia, incloent-hi l'existencialisme, la solitud i l'avorriment existencial.
La música de la sèrie està molt influenciada per la música Beat i el jazz, moviments de la dècada de 1940-1960 i el rock dels 1950-1970. La banda sonora original va ser composta per Yoko Kanno amb la contribució de The Seatbelts.
Cowboy Bebop va ser un èxit comercial tant al Japó com als mercats internacionals, especialment als Estats Units. Després d'aquesta rebuda, Sony Pictures va publicar una pel·lícula basada en la sèrie: Cowboy Bebop: Knockin' on Heaven's Door (2001), als cinemees de tot el món i va seguir amb un llançament internacional del DVD. A més a més, s'han fet dos adaptacions al manga que van ser serialitzats a la revista Asuka Fantasy DX de Kadokawa Shoten.
La sèrie ha estat traduïda al català i emesa per TVC diverses vegades en horaris de vesprada i vespre.

## Ambientació
Cowboy Bebop és una sèrie de temàtica futurista, on diferents planetes, satèl·lits naturals i fins i tot asteroides del sistema solar estan habitats pels humans (com per exemple Mart, Venus, o Ganimedes (satèl·lit)), i on la Terra, degut a un accident tecnològic a la Lluna (relacionat amb els portals hiperespacials per viatjar més ràpid pel sistema solar), està pràcticament deshabitada per la contínua inseguretat que suposa patir la caiguda de fragments lunars a la superfície terrestre, anys després de l'accident. En aquest accident, gran quantitat de la població humana va morir, i dels 6 mil milions d'éssers humans del 2020 (moment de la catàstrofe), passa a haver-hi només mil tres-cents milions l'any 2071 (època on es desenvolupa la història de la sèrie), convertint l'accident del portal en el desastre més gran conegut mai per la humanitat.
Degut a l'alt nivell de crims que viu la població humana en aquesta època d'inseguretat, es reinstauren els sistemes de recompenses propis del vell "Far West" americà. Així doncs, les autoritats encoratgen a caçarrecompenses perquè detinguin vius els malfactors, i els entreguin a la justícia per cobrar la recompensa que pesa sobre els seus caps. La recompensa només es podrà cobrar si els delinqüents entregats estan vius i no morts.
L'única moneda universal (fictícia a la realitat) de l'època futurista que descriu Cowboy Bebop és el Woolong, amb símbol ₩. Curiosament, el símbol ₩ és el que s'utilitza a la realitat pel Won Coreà, i com a altra curiositat, en xinès, Woolong significa "Cinc Dracs". Encara que no és clar, ni s'ha dit mai explícitament, el Woolong fictici de la sèrie d'animació equivaldria en valor al ien japonès.

## Argument
La sèrie gira entorn de cinc personatges, Spike Spiegel, Jet Black, Faye Valentine, Edo i el gos Ein.
Malgrat que a l'inici de la sèrie només apareixen Spike i Jet com a personatges principals, ben aviat la resta de la tripulació de la "Bebop" (la nau on viuen i viatgen) farà la seva aparició.
La sèrie compta amb un argument principal que dona voltes sobre la relació de Spike amb un antic amor anomenat Giulia (o Julia, a la versió original,) i amb l'enemistat que l'enfronta a un personatge sanguinari, anomenat Bishas (Vicious a la versió original), que havia estat company de Spike quan aquest treballa per un grup mafiós en el passat.
Tot i que la sèrie recupera de tant en tant aquest argument principal, que és "l'espina dorsal" de Cowboy Bebop, s'ha de tenir en compte que dels 26 episodis de la producció, amb prou feines 5 o 6 tracten aquesta trama principal, i que la resta d'episodis es basen en capítols dedicats a la resta de la tripulació de la nau, o bé en aventures secundàries dels personatges de la sèrie, normalment basades a aconseguir detenir un determinat individu sobre els quals pesa una recompensa (amb resultats més o menys afortunats, depenent de cada cas).

## Personatges
La sèrie compta amb una tripulació amb diferents personatges principals. Inicialment només són dos, Spike Spiegel i Jet Black, que treballen com a caçadors de recompenses. Al llarg de la història la tripulació del Bebop augmenta amb l'arribada de Faye Valentine, Ed i Ein, la mascota del grup.
- Spike Spiegel (スパイク スピーゲル, Supaiku Supīgeru)

Va néixer a  Mart. És un ex membre del sindicat criminal Drac Vermell. L'Spike és un mestre amb les armes de foc i amb el combat cos a cos, pràctica el Jeet Kune Do, i també és un pilot expert. La seva nau és un disseny Mono Racer personalitzat, pintada de vermell. Malgrat la seva actitud despreocupada, està obsessionat pel record de la seva estada al sindicat, en particular de la seva relació sentimental amb una misteriosa dona anomenada "Julia", i del seu conflicte amb el seu enemic i ex-company del sindicat Drac Vermell, en "Vicious". També és carterista.
- Jet Black (ジェット ブラック, Jett Burakku)

La seva terra natal és Ganimedes. És un ex oficial de l'ISSP i l'amo de la nau Bebop. És anomenat "El Gos Negre" pels seus companys pel seu caràcter implacable. Va deixar l'ISSP ja que n'estava fart de la corrupció de l'organització, i es va dirigir a la caça de recompenses com una forma de buscar justícia. Va perdre el seu braç en una baralla amb un delinqüent mentre exercia la seva professió. És propietari de les dues naus principals, la Bebop, i la seva petita nau anomenada Hammerhead. Igual que l'Spike, ell també està obsessionat pel record d'una dona, l'Alisa, la seva xicota que el va deixar fa molt temps sense donar cap motiu.
- Faye Valentine (フェイ ヴァレンタイン, Fei Varentain)

Una femme fatale amb una addicció al joc persistent. Ella s'uneix a la Bebop sense que ningú la convidi, per a consternació d'en Jet i l'Spike. Tot i que abandona la nau en diverses ocasions durant el transcurs de la sèrie, l'afecció que ella sent per la tripulació, fa que sempre acabi tornant. Aquests sentiments són correspostos, aparentment, per en Jet i l'Spike que sempre permeten que torni tot i afirmar que estan contents quan ella marxa. Ella pilota una nau espacial anomenada Red Tail, que és de color blau pàl·lid, malgrat el seu nom, i ha estat molt modificada amb armament i sensors de seguiment. El seu joc, l'engany, i les habilitats competitives no tenen rival, excepte per l'Spike. Gran part del seu passat i el seu cognom real són un misteri, ja que va patir un accident en què va resultar greument ferida i la van posar en un estat de son criogènic. El seu passat es va descobrint en el decurs de la sèrie.
- Ed (エドワード ウォン ハウ ペ ペル チブルスキー 4 世, Edowādo Wong Hau Peperu Chiburusukī Yonsei)

Noia  terrestre bastant estranya. Una jove geni, excèntrica i una experta hacker. L'Ed és una nena, malgrat que el seu nom i l'aparença andrògina suggereixin el contrari. Ella havia seguit els viatges de la Bebop abans de trobar-se amb la nau, i es compromet a ajudar-los a canvi de convertir-se en membre de la tripulació. Encara que és extremadament intel·ligent, l'Ed és una nena petita, i té la tripulació del Bebop com a membres de la família. L'Ed, de fet, es va criar en un orfenat terrestre organitzat per una monja i el seu veritable nom és Françoise. Passa gran part del seu temps amb l'Ein.
- Ein (アイン, Ain)

L'Ein és un Pembroke Welsh Corgi i exanimal de laboratori identificat com a "gos de dades" pels científics que el van crear. La terminologia utilitzada per a aquest títol mai va ser explicada, però es va suggerir que posseeix intel·ligència superior (que supera fins i tot a la dels humans), ja que gairebé al final de la sèrie apareix "hakejant" un ordinador amb gran facilitat, mentre que els intents previs dels seus companys van fracassar. Malgrat la seva intel·ligència superior, la tripulació del Bebop no capta aquestes qualitats. Sovint fa una vida pròpia d'un gos normal, i generalment se'l veu donant voltes per la nau.

## Naus

### Bebop
El Bebop és la nau, capitanejada per en Jet, que denomina la sèrie i que serveix de centre neuràlgic de les vides de Spike, Faye, Ein, Ed i el mateix Jet. És bastant vella i la seva vida atrafegada fa que estigui cada dos per tres avariada.

### Swordfish II
- Pilot: Spike Spiegel
- Ample: 13.03 metres
- Alt: 4,8 metres
- Llarg: 13,08 metres
- Pes: 8,4 tones
- Armament: Canó de plasma, 2 metralladores

El Swordfish II, nau pilotada per Spike, és una fusió d'avió i de nau espacial d'alta velocitat, ja que posseeix les característiques aerodinàmiques llises d'un avió d'alta velocitat al davant, combinades amb una nau Sci-Fi. La nau té el motor a la part posterior i té una cúpula desprendible de forma esfèrica molt interessant al centre, es pot tornar fumada o, si no transparent depenent de l'ambient. La cúpula està feta de fibra de vidre reforçada amb tres capes d'aquesta, la primera és la capa transparent, la segona és la fumada i la tercera és una capa anti-bales (no gaire efectiva). Les tres són totals i absolutament hermètiques.
L'aspecte total està inspirat en un avió vermell Pointy aerodinàmic amb les ales llargues que es dobleguen per sobre del fuselatge per estalviar espai. Per fer-ho possible, cada ala s'uneix al fuselatge amb un entroncament que rellisca de manera que encaixin, per així poder doblegar l'ala prop d'un quart de volta, i després doblegar-se cap amunt sobre el cos de l'avió, les ales són accionades per un motor espacial que gira en la part posterior davant del motor de la nau i que es maneja manualment des de fora de la nau per una politja i automàticament des de la cúpula per mitjà d'un interruptor. Encara que les ales semblin similars, de fet són asimètriques a la base, una es doblega 45 graus cap endavant mentre que l'altra es doblega cap enrere. Cada extrem de l'ala està encapsulat amb dos grans timons que estan connectats l'un amb l'altre cap a un piló fi ancorat a una galleda, aquí es troben els llançamíssils estil ales de Pardal i just a sota, una metralladora amb canons curts i bales de 110 mm. El timó més baix en cada ala, sosté un tren d'aterratge minúscul encaixable (una barra grisa semblant a la goma fina modelada en la roda). Cada ala té una via de tren d'aterratge a la cara interior. El tren d'aterratge té un pistó que mou les rodes. Les ales són model Underwing de VTOL.
Curiosament el panell té bastantes línies i forats de rebladura. Per sota del fuselatge es troba un gran canó de plasma, capaç de disparar a diversos metres de distància i que triga a carregar 5.5 segons. El Swordfish II té com un dels seus frens un "paracaigudes" a la part del propulsor posterior que es desencapsula per mitjà d'un ganxo a la part superior de la cúpula central quan és halat cap avall, això desactiva l'assegurança de la comporta i el paracaigudes es desprèn i la nau s'atura lentament amb la força del vent. La nau és extremadament lleugera, tant, que és possible modificar la seva trajectòria a través de moviments del pilot a la cabina

### Red Tail
- Pilot: Faye Valentine
- Ample: 7.2 metres
- Alt: 5.4 metres
- Llarg: 8.6 metres
- Pes: 7.2 tones
- Armament: 2 Metralladores de 30 mm i múltiples canons capaços de disparar una gran varietat de míssils i granades.

La Red Tail és un vehicle d'atac extremadament maniobrable molt semblant a una càpsula submarina amb braços robòtics, armada amb dos llançadors de míssils d'alt calibre i dos canons Vulcan, a més de posseir equips ECM i de supervivència. La Faye pot trucar al Red Tail quan vulgui usant un localitzador i un radiocontrol que porta amagat entre les seves joies.

### Hammerhead
- Pilot: Jet Black
- Ample: 12.3 metres
- Alt: 7.7 metres
- Llarg: 21.5 metres
- Pes: 15.3 tones
- Armament: Braç i arpa mecànica; àncora.

El Hammerhead és una nau de pescador llarga, enorme i aspra. Armada amb un arpó, aquesta nau no va ser inventada perquè pogués ser usada en combat. Els motors rotants li permeten anar més ràpid a través de les direccionals de davant i reversa. Aquest vehicle és usualment usat com a remolc o càrrega sobretot a l'aigua, en l'aire i a la terra i poques vegades a l'espai encara que no és aconsellable.

## Anime
La sèrie ha estat creada per "Hajime Yatate", un pseudònim col·lectiu que engloba diversos membres de la companyia Sunrise Japó. Aquest estudi ha estat autor d'altres sèries de renom com Mobile Suit Gundam, Big O, Outlaw Star i La visió d'Escaflowne. Shinichiro Watanabe es va fer càrrec de la direcció, també experimentat en sèries com Macross Plus, Samurai Champloo i els dos curts A Detective Story i Kid's Story (inclòs a The Animatrix). L'animació va anar a càrrec de BONES, un estudi creat per antics empleats de Sunrise. Des de llavors, han desenvolupat grans èxits com RahXephon, Wolf's Rain i Fullmetal Alchemist.
Cowboy Bebop va estar a punt de no ser emesa a la televisió japonesa. La seva primera emissió va ser cancel·lada, i es van emetre únicament els episodis 2, 3, 7-15 i 18 a l'abril de 1998. Al final d'aquest mateix any, l'emissora via satèl·lit WOWOW va emetre la sèrie completa fins a l'abril de 1999. Va resultar tan popular que es va realitzar un llargmetratge anomenat Cowboy Bebop: Knockin' on Heaven's Door (en japonès: Cowboy Bebop: Tengoku no Tobira) l'any 2001. Malgrat això, la distribuïdora Tristar Pictures va escurçar el títol per Cowboy Bebop: la pel·lícula a causa de problemes legals amb el títol original.
A Catalunya, la sèrie fou estrenada pel canal K3 des del 22 de novembre de 2001 fins al 26 de desembre de 2001, reemetent-se posteriorment en el Canal 3XL.

## Manga

### Cowboy Bebop: Shooting Star
La primera col·lecció consta de dos volums o toms. És una mena de reinterpretació de la sèrie d'anime. Va ser il·lustrat per Cain Kuga i la història va anar a càrrec de Hajime Yatate. Van ser publicats al Japó per Kadokawa Shoten publishing Co Ltd Tòquio.

#### Primer Volum
- 01. "You Only Live Twice"
- 02. "The Kid Stays in the Picture"
- 03. "Dog Day Afternoon"
- 04. "The Sting"
- 05. "Funny Girl"
- "Behind the Bebop, the Untold Story"

#### Segon Volum
- 06. "The Man Who Would Be King"
- 07. "Midnight Cowboy"
- 08. "The Great Escape"
- 09. "In Cold Blood"
- 10. "The Hustler"
- "Behind the Bebop, the Untold Story"

### Cowboy Bebop: A New Story
Més endavant, va sortir una altra sèrie manga que era derivada de la sèrie anime, de tres volums. Van ser treballs originals de Hajime Yatate il·lustrats per Yutaka Nanten.

#### Primer Volum
- 01. "It's Showtime" (イッツ・ショータイム).
- 02. "We Will Rock You" (ウイ・ウィル・ロック・ユー).
- 03. "Cheap Trick" (チープ・トリック).
- 04. "Black Diamond" (ブラック・ダイヤモンド).

#### Segon Volum
- 05. "She's a Rainbow" (シース・ア・レインボウ).
- 06. "Great Deceiver" (グレート・ディシーバー).
- 07. "Bebop Special Short" (ビバップ・スペシャル・ショート).
- 08. "Thinking Bird, Happy Song" (シンキング・バート・ハッピー・ソング).
- 09. "Like a Rolling Stone" (ライク・ア・ローリング・ストーン).

#### Tercer Volum
- 10. "What's Your Number" (ホワッツ・ユア・ナンバー).
- 11. "Fight For Your Right" (ファイト・フォー・ユア・ライト).

## Pel·lícula
Cowboy Bebop també té una pel·lícula, anomenada en anglès Cowboy Bebop: Knockin' on Heaven's Door (o també Cowboy Bebop: The Movie), i en japonès Cowboy Bebop: 天国の扉, que segueix les aventures dels protagonistes de la sèrie en una aventura que no deixa de ser un capítol més però amb una duració de 110 minuts i produïda el 2001 (quan la sèrie ja havia finalitzat). En aquesta pel·lícula apareixen personatges no presents en la sèrie de televisió, però no segueix la trama de Spike, Bishas i Giulia. La pel·lícula se situa, temporalment, entre els episodis 22 i 23 de la sèrie.

## Videojocs
El primer videojoc anomenat simplement Cowboy Bebop (カウボーイビバップ, Kaubōi Bibappu) publicat al Japó per la companyia Bandai, va ser per a la consola Play Station el 15 de maig de 1998.
El 2005 es va posar a la venda al Japó un altre videojoc d'acció sobre Cowboy Bebop, anomenat "Cowboy Bebop: Tsuioku no Yakyoku". El videojoc només està disponible per la videoconsola Playstation 2, i l'encarregada de crear i publicar el joc ha sigut la companyia Bandai.

## Banda Sonora
Cowboy Bebop disposa d'una de les millors bandes sonores originals que mai ha tingut una producció d'anime. La compositora d'aquesta BSO és Yoko Kanno i el seu grup "The Seatbelts", creat per l'ocasió.
Les seves composicions van des del Jazz i també del Blues més clàssic, fins a la barreja d'aquests estils amb la música electrònica. També hi ha composicions de Rock, Pop i fins i tot de Heavy Metal.
S'ha de dir, que a part de la producció musical de Yoko Kanno i "The Seatbealts", la sèrie fins i tot compta amb temes de música clàssica tan famosos com "El vals de les flors", del conegut compositor rus Txaikovski.
Els episodis es diuen "sessions", cadascun dels quals segueix un tema musical diferent, i els títols dels episodis són agafats d'àlbums coneguts o de noms de cançons conegudes (com per exemple "Sympathy for the Devil", "Bohemian Rhapsody", "Honky Tonk Women", "My Funny Valentine") o fer ús d'un nom de gènere musical ("Mushroom Samba", "Heavy Metal Queen").
S'han arribat a publicar tres àlbums recollint la banda sonora de la sèrie Cowboy Bebop: Cowboy Bebop, No Disc i Blue, hi ha un mini-album anomenat Vitaminless i una col·lecció de "grans èxits" TANK! The! Best. També s'ha publicat un àlbum amb cançons i músiques de la sèrie remesclades: Music for Freelance.
La pel·lícula compta amb un àlbum propi, anomenat Future Blues.
Cowboy Bebop va ser triat per IGN el 2006 per tenir la major banda sonora d'un anime.

### Openings
- Tank! per The Seatbelts. (Episodis de l'1 al 25).

### Endings
- The Real Folk Blues per The Seatbelts interpretada per Mai Yamane. (Episodis de l'1 al 12 i del 14 al 25).
- Space Lion per The Seatbelts. (Episodi 13).
- Blue per The Seatbelts interpretada per Mai Yamane (Episodi 26).

## Producció
L'equilibri de les atmosferes dels planetes i els grups racials de l'univers de Cowboy Bebop en la seva majoria venen de les idees de Shinichiro Watanabe, juntament amb la col·laboració dels dissenyadors Isamu Imakake, Kawamori Shoji i Dai Satou. El personal de Cowboy Bebop va establir una particular atmosfera, al principi de la seva producció. Inicialment en la producció, els grups ètnics no s'havien establert de manera sòlida. Watanabe volia tenir molts grups racials que apareguessin a Cowboy Bebop.
Mart és el planeta que surt amb més freqüència a Cowboy Bebop. Satoshi Toba, el productor cultural, ha explicat que altres planetes "van ser inesperadament difícils d'utilitzar." Toba va explicar que cada planeta de Cowboy Bebop té característiques úniques, i en les línies argumentals dels productors calia tenir en compte les característiques de cada planeta. Toba va explicar que pel personal de Cowboy Bebop no era possible fer escenes dramàtiques a Venus, de manera que "vam acabar amb normalitat retornant a Mart".